# Cabildo Mayor del Pueblo Muisca
El Cabildo Mayor del Pueblo Muisca es una forma organizativa política, organizado en cabildos locales, autónomos e independientes, asociados a su vez al Cabildo Mayor que reúne organizativa, cultural y políticamente a todos los cabildos Muiscas, filial de la Organización Nacional Indígena de Colombia ONIC.

## Congreso General del Pueblo Muisca
El Cabildo Mayor del Pueblo Muisca es la máxima representación de los Cabildos Muiscas. Nació en 1999 en el Foro "Los muisca; un pueblo en reconstrucción" que se desarrolló en la comunidad de Suba, al que asistieron las comunidades de Chia, Cota y Bosa, con el objeto de conversar sobre formas propias de organización y de discutir sobre un Plan de Vida común a todas las comunidades. En el marco de este evento se crea el Cabildo Mayor del Pueblo Muisca siendo esta una organización de carácter tribal que reúne las máximas autoridades de las comunidades reconocidas y del cual se nombra el primer gobernador Mayor: Oscar Melo Neuta de la Comunidad de Bosa. Durante los días 20, 21 y 22 de septiembre del año 202 se realizó en la comunidad Muisca de Bosa, el primer congreso General del Pueblo Muisca al que asistieron todas las comunidades filiales más algunos miembros de las comunidades de Raquira y Soacha en proceso de reconstrucción. Actualmente, Victoria Neuta, de la comunidad muisca de Bosa, es la representante del Cabildo Mayor Muisca ante la ONIC.
La asamblea bienal del pueblo Muisca tiene estrecha relación con el proyecto de vida, las formas de organización, los ideales, las problemáticas de los resguardos, la defensa de la identidad muisca, la lengua y otros temas. Para el pueblo muisca dicho Congreso es la máxima autoridad de su organización política y así está reconocido ante la República de Colombia.

Desde el año 1978 por mandato del Consejo de Mayores de los pueblos indígenas {{Cita requerida}}Muisca Chibcha; reunido en la ciudad de Chiquinquirá (Chyquy = Sacerdote - Quira = Mujer sagrada) y según las ordenanzas del mandato ancestral Muisca Chibcha emerge el movimiento de recomposición y resignificación del Pueblo Nación - Muisca Chibcha,
 que hoy en día se encuentra agrupado bajo las comunidades del Cabildo Mayor Muisca Chibcha de Tchunza, el cual está compuesto por 20 parcialidades en el Departamento de Boyacá, y el Cabildo Mayor Muisca Chibcha de Bacatá, el cual está compuesto por 20 parcialidades en las diferentes localidades de la ciudad de Bogotá y por 5 parcialidades alrededor del Departamento de Cundinamarca. </ref>

## Historia
En 1991 la República de Colombia renovó su Constitución Política en una nueva normatividad que abrió la participación política a los grupos indígenas, estableció sus derechos como ciudadanos de Colombia y la posibilidad de representarse así mismo ante las estancias civiles de la nación por medio de sus propias organizaciones. Desde entonces los grupos indígenas en Colombia, especialmente por medio de la Organización Nacional Indígena de Colombia (ONIC), han podido presentarse más unidos en la lucha por la defensa de sus territorios y el resguardo de su lengua e identidad cultural. 
Los muisca de Suba se opusieron con éxito a la desecación de la laguna de Tibabuyes y lograron la recuperación del mal llamado Humedal de Juan Amarillo. También han defendido la reserva natural del cerro de La Conejera, que el acta de disolución del resguardo considera tierra comunal y por lo tanto inalienable. la revista Suati ("Canción del Sol") divulga poesía y otros trabajos literarios y de investigación de autores muisca. La comunidad de Bosa ha logrado desarrollar con éxito un proyecto de recuperación y ejercicio de la medicina tradicional, en colaboración con el Hospital Pablo VI y con la Secretaría de Salud Distrital de Bogotá. La comunidad de Cota adelanta un programa de soberanía alimentaria, ha reintroducido el cultivo de la quinua y realiza periódicamente eventos de trueque de sus productos agrícolas, pecuarios y artesanales y participa de los mercados campesinos que en Bogotá organiza el Comité de Interlocución Campesino y Comunal.
Hacia finales del año 2006 este es el informe de la población muisca contemporánea:
- Hay registrados tres cabildos muisca: Cota, Chía, Sesquilé, y el Cabildo Muisca Chibcha de Bacatá, en proceso de recomposición, con una población total de 9.318 personas aprox.
- En el Distrito Capital están registradas 5.186 personas pertenecientes a la etnia muisca.
- En las localidades de Suba y Bosa están registradas 4.573 personas.

## Cultura
El redescubrimiento de la tradición indígena
Desde algunas perspectivas de organización política, religiosa y social, la organización de la cultura del Pueblo Nación Muisca desapareció sistemáticamente con el fin de cambiar la estructura político-organizativa de las confederaciones de Hunza y Bacatá a principios del siglo XVI. El idioma muisca desapareció a finales del siglo XVIII por orden de Carlos III de España, quien prohibió el uso de lenguas indígenas en sus territorios según Real Cédula, fechada en Madrid a 16 de abril de 1770, para que se desterraran «los diferentes idiomas que se hablan en estos dominios, y solo se hable el castellano». Sin embargo, otros idiomas, también pertenecientes a la familia lingüística de lenguas chibchas, como awa, kogui, arwak, guambia, paez etc, pervivieron gracias a que se hablaban en zonas más lejanas del centro político del naciente virreinato (Bogotá). En el caso del muyskkubun (autoglotónimo de "idioma muisca"), hay proyectos de revitalización.
La cultura del Pueblo Muisca pervive; está presente de una u otra forma en la cultura nacional colombiana y en muchas comunidades campesinas indígenas en el territorio de los santanderes, Boyacá y Cundinamarca. Han sobrevivido a los convulsos siglos que arrebataron la soberanía de un pueblo que todavía tiene mucho que aportar a la identidad de futuras generaciones a través de la resignificación y el autorreconocimiento que vienen realizando grupos de familias descendientes del Pueblo Muisca, agrupadas hoy en día en los Cabildos Mayores Muisca de Bacatá y Tunja.